# Leucosyrinx canyonensis
Leucosyrinx canyonensis é uma espécie de gastrópode do gênero Leucosyrinx, pertencente a família Pseudomelatomidae.